# Kéfir de fruits
Le kéfir d'eau et de fruits est une boisson fermentée, pétillante, non pasteurisée, obtenue par fermentation de fruits (dont des fruits secs et des agrumes) et de sucre (ou produit naturel source de sucres) en présence de « grains de kéfir d'eau et de fruits ».
La boisson obtenue est acidulée, naturellement pétillante et riche en microorganismes (bactéries lactiques et levures).

## Origine
Appelé « la limonade des pauvres »[réf. souhaitée], le kéfir a une origine encore inconnue.
Différentes sources[Lesquelles ?] le font venir du Caucase, par l'intermédiaire des Russes, comme le kéfir de lait. Il était essentiellement consommé dans les campagnes, en zone rurale, dans les familles pauvres et nombreuses.[réf. souhaitée]
Le plus ancien article connu en français faisant référence au kéfir date de 1898 et présente les grains de kéfir d'eau sous l'appellation Tibi. Il fait également référence à une bactérie spécifique cultivée à partir de stocks connus avec des propriétés similaires à celles du Tibi.

## Composition
La première étude scientifique connue sur le kéfir date de 1892.
Des études sont lancées en 2018 sur le génome des éléments du biofilm qui constitue les grains de kéfir naturel (le génome des grains de kéfir industriel, lui, est connu, contrôlé et standardisé pour une même production). 
Un article, écrit par un chercheur français en 1989, décrit la composition globale du biofilm et son mode de structuration. 

## Préparation

### Étape 0: reproduction et distribution des grains de kéfir d'eau
À l'instar des mères kombucha, les grains de kéfir d'eau se multiplient lors de la production de la boisson.
Les grains de kéfirs se donnent traditionnellement de main en main.
Des groupes de partage des souches existent grâce aux réseaux sociaux ou chez les producteurs. Il existe également des marques commerciales qui proposent des grains de kéfir de fabrication industrielle dans les réseaux de distribution (magasins bio ou sur Internet). Ceux-ci n'ont toutefois, d'après les utilisateurs et enquêteurs[réf. souhaitée], pas les mêmes propriétés que les grains naturels (conservation, nombre de souches de micro-organismes).

### Étape 1: fermentation du kéfir
La méthode de préparation de base du kéfir d'eau et de fruits consiste à ajouter 20 g de grains de kéfir d'eau à 1 litre d'eau plate non chlorée (eau du robinet décantée 24 h), 20 g de sucre blond bio[pourquoi ?] et une figue, et un demi citron non traité (bio) dans un récipient (la quantité de sucre doit rester limitée, un excès pouvant entraîner la production d'alcool). Le miel ayant des propriétés antiseptiques, les grains de kéfir d'eau le supportent mal. La manipulation des grains peut se faire à l'aide d'ustensiles en plastique ou en bois propres, mais également en inox (aluminium à proscrire en raison des réactions chimiques en milieu acide).
Il est recommandé de cultiver des grains dans un bocal en verre sans plomb, et de ne pas utiliser d'ingrédients qui inhibent la fermentation comme l'eau du robinet traitée au chlore (le chlore peut être enlevé par évaporation en laissant une nuit l'eau dans un récipient ouvert, ou en faisant bouillir l'eau). La qualité de l'eau est importante pour les grains qui ont besoin de minéraux. Une eau de source trop douce peut provoquer des perturbations dans le développement microbien.
Le mélange eau-grains-fruits obtenu est à laisser fermenter 24 à 48 heures à température ambiante (entre 20 et 25 °C), de préférence dans un bocal fermé.
Les températures fraîches ralentissent la fermentation. C'est pourquoi cette dernière est plus lente en période hivernale, et plus rapide en saison estivale.
Il faut repiquer/revivifier les grains régulièrement pour éviter le risque de perdre de la biodiversité.
Exemple de type de bactéries retrouvées : Lactobacillus raffinolactis, Leuconostoc mesenteroides spp, dextranicum, Saccharomyces cerevisiae, Candida kruseii, Lactobaccilus curvatus, etc.

### Étape 2: aromatisation du kéfir
Afin d'aromatiser le kéfir de fruits, un fruit acide et un fruit sec peuvent être ajoutés au mélange basique eau-grains en début de fermentation.
Les fruits – acides ou secs – utilisés peuvent être changés et mélangés pour créer différentes saveurs. L'arôme le plus courant du kéfir de fruits est l'arôme citron-figue. La figue sèche donne le temps de fermentation le plus court. Elle apporte également des nutriments intéressants pour les micro-organismes.
Fruits acides à utiliser
- Citron
- Orange
- Groseille
- Ananas
- Framboise

Fruits secs à utiliser
- Figue sèche
- Datte sèche
- Pomme
- Abricot
- Poire
- Pêche
- Banane
- Raisin sec
- Mangue

#### Herbes et épices
Presque tous les essais, tous les ajouts sont permis : gingembre, menthe, thym, verveine, fleurs de sureau, etc. Éviter les épices à effet bactériostatique ou bactéricide comme le girofle.

### Étape 3: filtrage du kéfir
Au bout de 24 à 48 heures, le kéfir de fruits est prêt.
Les grains de kéfir d'eau peuvent être filtrés à l'aide d'un passe-thé ou d'une passoire en plastique ou en inox.
L'utilisation de métaux réactifs tels que l'aluminium, le cuivre ou le zinc doit être minimisée, car l'acidité de la solution peut libérer les ions métalliques qui endommageront la culture. Utilisez plutôt des récipients en plastique, en céramique ou en verre sans plomb.
Une autre fermentation de 24 heures à température ambiante en bouteille fermée  permet d'obtenir une boisson effervescente.

### Autres boissons
Il est possible d'ajouter la boisson obtenue après la première fermentation dans d'autres jus de fruits ou infusions, afin de les rendre pétillantes et agréables à boire pour les enfants (comme le jus de pomme par exemple). Le faire au moment de déguster et pas à l'avance, le trop de sucre risquant de faire de l'alcool.
Il est possible aussi, bien que très peu fréquent, de mettre directement des grains de kéfir dans du jus de pomme afin de le faire fermenter. La durée de fermentation est aussi courte que la recette traditionnelle sucre-fruit sec. Les grains demandent un temps d'habituation progressive en commençant par diluer le jus de pomme à moitié avec de l'eau puis en diminuant progressivement la dilution au fur et à mesure des soutirages et remplissages successifs.

## Conservation

### Conservation de la boisson
La conservation du kéfir de fruits s'effectue au réfrigérateur. La fermentation lactique rend le liquide acide (pH < 4) ce qui le protège de toute attaque microbienne pathogène.
La boisson ne doit pas être stockée dans des récipients métalliques (sauf l'inox), son acidité pouvant les détériorer .

### Conservation des grains

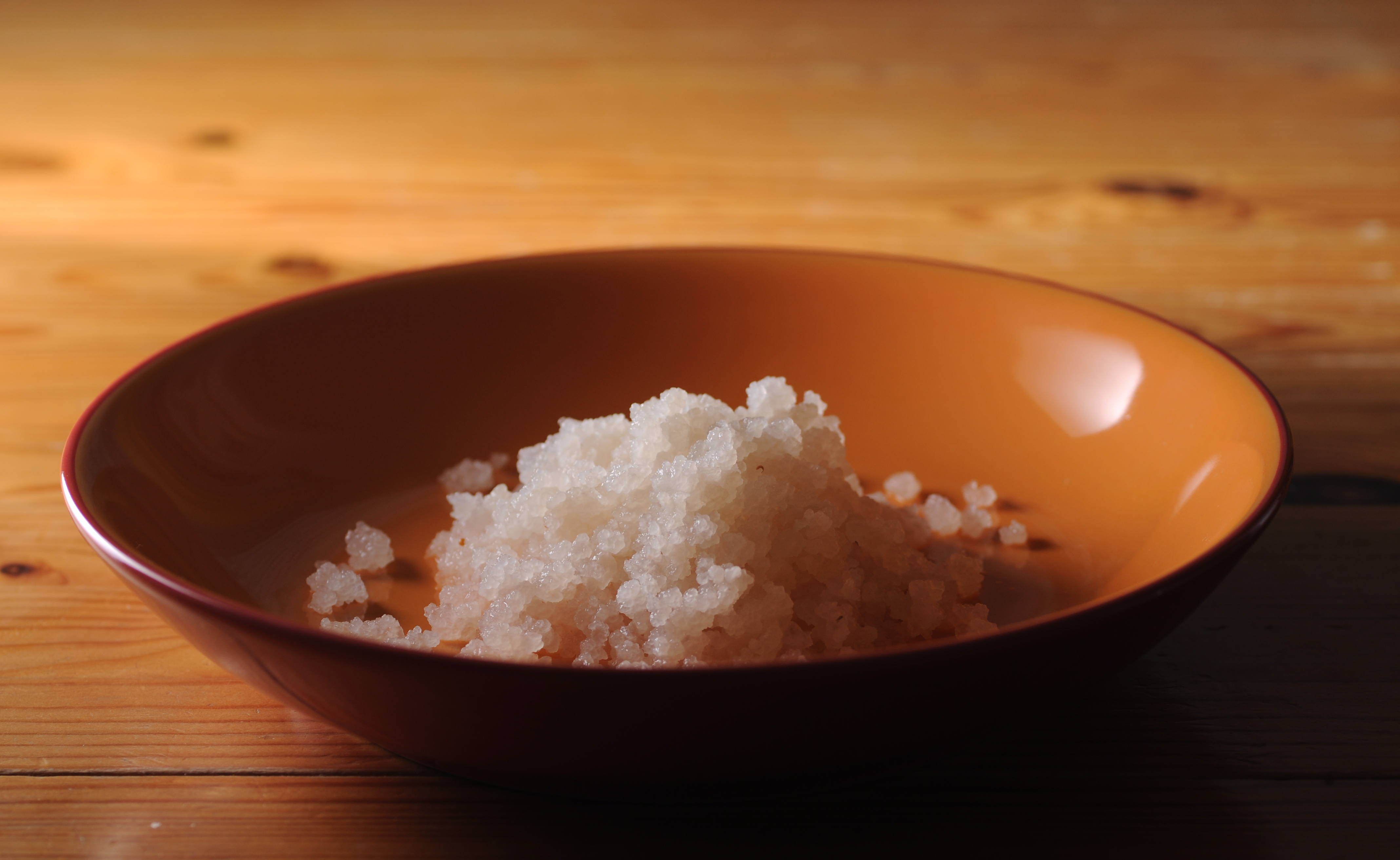
Grains de kéfir d'eau (tibi)

Pour conserver les grains de kéfir d'eau, il suffit de  les conserver dans de l'eau avec un peu de sucre et changée mensuellement, au mieux toutes les semaines, le tout mis au réfrigérateur de manière à ralentir la fermentation. L'absence de sucre entraîne un déséquilibre des flores bactériennes. Il est fortement déconseillé de les faire sécher car cela affecte certains éléments qui constituent le grain de kéfir, il est possible éventuellement de les congeler en les sucrant fortement de manière à créer un effet cryoprotecteur aux bactéries et levures[réf. souhaitée]. Les décongeler doucement. La biodiversité risque d'être toutefois amoindrie.